# Konji (rod)
Konji (lat. Equus), rod u porodici konja Equidae, dio reda neparnoprstaša. Rod Equus, danas je jewdini živi predstavnik porodice konja. Postoje podjela na tri podroda, to su pravi konji (Equus (Equus)), magarci (Equus (Asinus)) i zebre (Equus (Hippotigris))
Kod pravih konja postojala je podjela na jednu vrstu s tri podvrste, koje se danas vode kao zasebne vrste. Kod svih vrsta koje pripadaju podrodovima, pa tako i kod konja ime podreda pravilno je pisati u zagradi.

## Vrste i njihovi sinonimi
- podrod Equus (Asinus) Gray, 1824; magarci

1. Equus (Asinus) africanus Heuglin and Fitzinger, 1866
  1. Equus (Asinus) africanus africanus Heuglin and Fitzinger, 1866
  2. Equus (Asinus) africanus somaliensis Noack, 1884
2. Equus (Asinus) asinus Linnaeus, 1758; Asinus vulgaris Gray, 1824 ; sin.: Equus africanus asinus Linnaeus, 1758, Equus asinus asinus Linnaeus, 1758, Equus asinus palaestinae Ducos, 1968
3. Equus (Asinus) hemionus Pallas, 1775
  1. Equus (Asinus) hemionus hemionus Pallas, 1775
  2. Equus (Asinus) hemionus kulan (Groves and Mazák, 1967)
  3. Equus (Asinus) hemionus onager Boddaert, 1785
4. Equus (Asinus) hemippus I. Geoffroy Saint-Hilaire, 1855 ; sinonim: Equus hemionus hemippus I. Geoffroy Saint-Hilaire, 1855
5. Equus (Asinus) khur Lesson, 1827; sinonimi: Equus hemionus blanfordi (Pocock, 1947), Equus hemionus khur Lesson, 1827
6. Equus (Asinus) kiang Moorcroft, 1841
  1. Equus (Asinus) kiang holdereri Matschie, 1911
  2. Equus (Asinus) kiang kiang Moorcroft, 1841
  3. Equus (Asinus) kiang polyodon Hodgson, 1847

- Equus (Equus) Linnaeus, 1758, pravi konji

1. Equus (Equus) caballus Linnaeus, 1758; sin.: Equus caballus caballus Linnaeus, 1758, Equus ferus caballus Linnaeus, 1758
2. Equus (Equus) ferus Boddaert, 1785; sin: Equus caballus ferus Boddaert, 1785, Equus ferus ferus Boddaert, 1785, Equus gmelini Antonius, 1912, Equus sylvestris von den Brincken, 1826
3. Equus (Equus) przewalskii Poliakov, 1881; sin.: Equus caballus przewalskii Poliakov, 1881, Equus ferus przewalskii Poliakov, 1881

- Equus (Hippotigris) C. H. Smith, 1841, zebre

1. Equus (Hippotigris) grevyi Oustalet, 1882; sin.: Equus faurei Matschie, 1898, Equus grevyi berberensis Pocock, 1902
2. Equus (Hippotigris) hartmannae Matschie, 1898; sin: Equus penricei Thomas, 1900, Equus zebra hartmannae Matschie, 1898, Hippotigris hartmannae matschiei Zukowsky, 1924
3. Equus (Hippotigris) quagga Boddaert, 1785
  1. Equus (Hippotigris) quagga boehmi Matschie, 1892
  2. Equus (Hippotigris) quagga borensis Lönnberg, 1921
  3. Equus (Hippotigris) quagga burchellii (Gray, 1824)
  4. Equus (Hippotigris) quagga chapmani Layard, 1865
  5. Equus (Hippotigris) quagga crawshayi de Winton, 1896
  6. Equus (Hippotigris) quagga quagga Boddaert, 1785
4. Equus (Hippotigris) zebra Linnaeus, 1758; sin.: Equus indica Trouessart, 1898, Equus montanus Burchell, 1822, Equus wardi Ridgeway, 1910, Equus zebra frederici Trouessart, 1905, Equus zebra zebra Linnaeus, 1758, Hippotigris campestris Gray, 1852